# Chris Rainbow
Christopher James Harley, más conocido como Chris Rainbow (18 de noviembre de 1946 – 22 de febrero de 2015), fue un cantante, compositor y productor discográfico escocés, popular especialmente por sus exitosas canciones "Give Me What I Cry For" y "Solid State Brain".
Además de su carrera como solista, colaboró como cantante y productor en varias agrupaciones de rock y pop como The Alan Parsons Project, Runrig y Camel, entre muchas otras. Falleció el 22 de febrero de 2015 tras una larga batalla contra la enfermedad de Parkinson.

## Discografía

### Solista
- 1975: Home of the Brave
- 1978: Looking over My Shoulder
- 1979: White Trails
- 1981: Body Music
- 2000: The Instrumental Chris Rainbow
- 2000: The Best of Chris Rainbow 1972–1980
- 2000: Unreleased & demo tracks, 1973–1983
- 2001: The Chris Rainbow Anthology, 1974–1981
- 2008: Waves
- 2018: White Trails

### Colaboraciones
- 1979: Eve - Alan Parsons Project
- 1980: Song of Seven – Jon Anderson
- 1980: The Turn of a Friendly Card - Alan Parsons Project
- 1982: Animation – Jon Anderson
- 1982: Eye in the Sky - Alan Parsons Project
- 1982: The Single Factor - Camel
- 1983: Ammonia Avenue - Alan Parsons Project
- 1984: Stationary Traveller - Camel
- 1984: Vulture Culture - Alan Parsons Project
- 1984: Pressure Points - Camel
- 1984: Heart of the Universe - Ton Scherpenzeel
- 1985: Stereotomy - Alan Parsons Project
- 1987: Gaudi - Alan Parsons Project
- 1990: Freudiana - Eric Woolfson
- 1999: The Time Machine - Alan Parsons